# Seznam knih Garfielda
Toto je seznam knih s komiksovými stripy o kocouru Garfieldovi, které vyšly v Česku v nakladatelství CREW. Většinu knih do češtiny přeložil Filip Škába.
V ČR se z neznámého důvodu začalo od 2. knihy která byla vydána jako 1. a skutečná 1. byla vydána o 7 let později jako "nultá" kniha.
Ve spojených státech byly také knihy hned od roku 1980 vydávány barevně, zatímco v ČR se již od roku 1997 vydávaly z neznámých důvodů jako černobílé. Později byly barevně vydány knihy obsahující vždy dva svazky, ale od 50.(pokud počítáme "nultou" tak 51.) knihy jsou již i svazky podle amerického vzoru vydávány barevně.
| č.  | Název knihy                                             | Datum vydání  | Barevná | ,                                                                                              |
| --- | ------------------------------------------------------- | ------------- | ------- | ---------------------------------------------------------------------------------------------- |
| 0.  | Garfield ve velkém                                      | srpen 2004    | ne      | Obsahuje stripy z období 19.6.1978 - 21.1.1979. Kniha vyšla až po 7 letech z neznámých důvodů. |
| 1.  | Garfield přibírá na váze                                | 1997          | ne      | Obsahuje stripy z období 23.1.1979 - 26.8.1979                                                 |
| 2.  | Garfield v nadživotní velikosti                         | 1997          | ne      | Obsahuje stripy z období 27.8.1979 - 30.3.1980                                                 |
| 3.  | Garfield váží slova                                     | 1998          | ne      | Obsahuje stripy z období 31.3.1980 - 2.11.1980                                                 |
| 4.  | Garfield slízne smetanu                                 | 1998          | ne      | Obsahuje stripy z období 3.11.1980 - 7.6.1981                                                  |
| 5.  | Garfield se užírá                                       | 1999          | ne      | Obsahuje stripy z období 8.6.1981 - 10.1.1982                                                  |
| 6.  | Garfield obléhá dům                                     | 1999          | ne      | Obsahuje stripy z období 11.1.1982 - 15.8.1982                                                 |
| 7.  | Garfield je na vážkách                                  | 2000          | ne      | Obsahuje stripy z období 16.8.1982 - 20.3.1983                                                 |
| 8.  | Garfield: nohy z dohledu                                | prosinec 2000 | ne      | Obsahuje stripy z období 21.3.1983 - 23.10.1983                                                |
| 9.  | Garfield není troškař                                   | červen 2001   | ne      | Obsahuje stripy z období 24.10.1983 - 27.5.1984                                                |
| 10. | Garfield válí sudy                                      | prosinec 2001 | ne      | Obsahuje stripy z období 28.5.1984 - 30.12.1984                                                |
| 11. | Garfield si dává do nosu                                | listopad 2002 | ne      | Obsahuje stripy z období 31.12.1984 - 4.8.1985                                                 |
| 12. | Garfield: jím, tedy jsem                                | prosinec 2002 | ne      | Obsahuje stripy z období 5.8.1985 - 9.3.1986                                                   |
| 13. | Garfield polyká pýchu                                   | červen 2003   | ne      | Obsahuje stripy z období 10.3.1986 - 12.10.1986                                                |
| 14. | Garfield široko daleko                                  | listopad 2003 | ne      | Obsahuje stripy z období 13.10.1986 - 17.5.1987                                                |
| 15. | Garfield zaokrouhluje                                   | prosinec 2003 | ne      | Obsahuje stripy z období 18.5.1987 - 19.12.1987                                                |
| 16. | Garfield škvaří sádlo                                   | červen 2004   | ne      | Obsahuje stripy z období 20.12.1987 - 23.7.1988                                                |
| 17. | Garfield povoluje opasek                                | leden 2005    | ne      | Obsahuje stripy z období 24.7.1988 - 25.2.1989                                                 |
| 18. | Garfield převažuje                                      | září 2005     | ne      | Obsahuje stripy z období 26.2.1989 - 30.9.1989                                                 |
| 19. | Garfield: místo na slunci                               | říjen 2006    | ne      | Obsahuje stripy z období 1.10.1989 - 5.5.1990                                                  |
| 20. | Garfield mluví s plnou pusou                            | listopad 2006 | ne      | Obsahuje stripy z období 6.5.1990 - 8.12.1990                                                  |
| 21. | Garfield: kilo ke kilu                                  | květen 2007   | ne      | Obsahuje stripy z období 9.12.1990 - 13.7.1991                                                 |
| 22. | Garfield bradami vzhůru                                 | listopad 2007 | ne      | Obsahuje stripy z období 14.7.1991 - 15.2.1992                                                 |
| 23. | Garfield u lizu                                         | březen 2008   | ne      | Obsahuje stripy z období 16.2.1992 - 19.9.1992                                                 |
| 24. | Garfield: tučná léta                                    | červenec 2008 | ne      | Obsahuje stripy z období 20.9.1992 - 24.4.1993                                                 |
| 25. | Garfield se vytahuje                                    | říjen 2008    | ne      | Obsahuje stripy z období 25.4.1993 - 27.11.1993                                                |
|     | Garfield se vybarvuje                                   | prosinec 2008 | ano     | obsahuje knihy Garfield přibírá na váze a Garfield v nadživotní velikosti                      |
| 26. | Garfield to vyklopí                                     | duben 2009    | ne      | Obsahuje stripy z období 28.11.1993 - 2.7.1994                                                 |
| 27. | Garfield drží tlustou linii                             | říjen 2009    | ne      | Obsahuje stripy z období 3.7.1994 - 4.2.1995                                                   |
| 28. | Garfield tuny zábavy                                    | listopad 2009 | ne      | Obsahuje stripy z období 5.2.1995 - 9.9.1995                                                   |
| 29. | Garfield čím větší tím lepší                            | březen 2010   | ne      | Obsahuje stripy z období 10.9.1995 - 13.4.1996                                                 |
| 30. | Garfield si válí šunku                                  | červenec 2010 | ne      | Obsahuje stripy z období 14.4.1996 - 16.11.1996                                                |
| 31. | Garfield: velkorysost sama                              | říjen 2010    | ne      | Obsahuje stripy z období 17.11.1996 - 21.6.1997                                                |
|     | Garfield v plné parádě                                  | prosinec 2010 | ano     | obsahuje knihy Garfield slízne smetanu a Garfield váží slova                                   |
| 32. | Garfield se roztahuje                                   | únor 2011     | ne      | Obsahuje stripy z období 22.6.1997 - 24.1.1998                                                 |
|     | Garfieldova show č.1: Prokletí kočičáků a další příběhy | červenec 2011 | ano     |                                                                                                |
| 33. | Garfield žije plnými doušky                             | srpen 2011    | ne      | Obsahuje stripy z období 25.1.1998 - 29.8.1998                                                 |
| 34. | Garfield krmí zvěř                                      | říjen 2011    | ne      | Obsahuje stripy z období 30.8.1998 - 3.4. 1999                                                 |
|     | Garfieldova show č.2: Kočičí příšera a další příběhy    | prosinec 2011 | ano     |                                                                                                |
|     | Garfield užívá života                                   | prosinec 2011 | ano     | obsahuje knihy Garfield se užírá a Garfield obléhá dům                                         |
| 35. | Garfield chrochtá blahem                                | březen 2012   | ne      | Obsahuje stripy z období 4.4.1999 - 6.11.1999                                                  |
|     | Garfieldův slovník naučný 1: Alotria                    | červen 2012   | ano     |                                                                                                |
| 36. | Garfield posiluje                                       | červen 2012   | ne      | Obsahuje stripy z období 7.11.1999 - 10.6.2000                                                 |
| 37. | Garfield něco peče                                      | říjen 2012    | ne      | Obsahuje stripy z období 11.6.2000 - 13.1.2001                                                 |
|     | Garfield show č.3: Úžasný létající pes a další příběhy  | říjen 2012    | ano     |                                                                                                |
|     | Garfield bere vše                                       | prosinec 2012 | ano     | obsahuje knihy Garfield je na vážkách a Garfield: nohy z dohledu                               |
|     | Luštění s Garfieldem                                    | květen 2013   | ano     | logické hrátky s Garfieldem                                                                    |
| 38. | Garfield: Lepší vrabec v tlamě                          | květen 2013   | ne      | Obsahuje stripy z období 14.1.2001 - 18.8.2001                                                 |
| 39. | Garfield: Přežije nejsilnější                           | červenec 2013 | ne      | Obsahuje stripy z období 19.8.2001 - 23.3.2002                                                 |
| 40. | Garfield: Starší a širší                                | září 2013     | ne      | Obsahuje stripy z období 24.3.2002 - 26.10.2002                                                |
|     | Garfieldův slovník naučný 2: Zvířetník                  | říjen 2013    | ano     |                                                                                                |
|     | Garfield o dvou chodech                                 | prosinec 2013 | ano     | obsahuje knihy Garfield není troškař a Garfield válí sudy                                      |
| 41. | Garfield u koryta                                       | březen 2014   | ne      | Obsahuje stripy z období 27.10.2002 - 31.05.2003                                               |
|     | Luštění s Garfieldem 2                                  | březen 2014   | ano     | logické hrátky s Garfieldem                                                                    |
| 42. | Garfield: Zatmění Slunce                                | červen 2014   | ne      | Obsahuje stripy z období 01.06.2003 - 03.01.2004                                               |
| 43. | Garfield je výlupek                                     | září 2014     | ne      | Obsahuje stripy z období 04.01.2004 - 07.08.2004                                               |
|     | Garfield postrach ledniček                              | listopad 2014 | ano     | obsahuje knihy Garfield si dává do nosu a Garfield: Jím, tedy jsem                             |
| 44  | Garfield: Velevážený                                    | červenec 2015 | ne      | Obsahuje stripy z období 08.08.2004 - 12.03.2005                                               |
| 45. | Garfield v čokoládě                                     | říjen 2015    | ne      | Obsahuje stripy z období 13.03.2005 - 15.10.2005                                               |
|     | Garfield si dává nášup                                  | listopad 2015 | ano     | Obsahuje knihy Garfield polyká pýchu a Garfield široko daleko                                  |
| 46. | Garfield zaslouží přídavek                              | duben 2016    | ne      | Obsahuje stripy z období 16.10.2005 - 20.5.2006                                                |
| 47. | Garfield zvažuje možnosti                               | září 2016     | ne      | Obsahuje stripy z období 21.5.2006 - 23. 12. 2006                                              |
| 48. | Garfield: Pupek ze zlata                                | duben 2017    | ne      | Obsahuje stripy z období 24.12.2006 - 28.7.2007                                                |
| 49. | Garfield si nakládá                                     | říjen 2017    | ne      | Obsahuje stripy z období 29.7.2007 - 1.3.2008                                                  |
| 50  | Garfield, král zvěřiny                                  | červen 2018   | ano     | Obsahuje stripy z období 2.3.2008 - 4.10.2008                                                  |
| 51  | Garfield nakupuje slaninu                               | září 2018     | ano     | Obsahuje stripy z období 5.10.2008 - 9.5.2009                                                  |
| 52  | Garfield ve vlastní sťávě                               | duben 2019    | ano     | Obsahuje stripy z období 10.5.2009 - 12.12.2009                                                |
| 53  | Garfield slaví večeři                                   | říjen 2019    | ano     | Obsahuje stripy z období 13.12.2009 - 17.7.2010                                                |
| 54  | Garfield: Pozor! Nadrozměrný náklad                     | prosinec 2020 | ano     | Obsahuje stripy z období 18.7.2010 - 26.2.2011                                                 |
| 55  | Garfield to smaží                                       | duben 2021    | ano     | Obsahuje stripy z období 27.2.2011 -                                                           |
| 56  | Garfield jde do ráje                                    | duben 2022    | ano     |                                                                                                |
| 57  | Garfield: Pan z Ementálu                                | červenec 2022 | ano     |                                                                                                |
| 58  | Garfield: Ani sousto nazmar                             | říjen 2022    | ano     |                                                                                                |
| 59  | Garfield chodí spát se slepicemi                        | duben 2023    | ano     |                                                                                                |
| 60  | Garfield břichomluvec                                   | srpen 2023    | ano     |                                                                                                |
| 61  | Garfield si zavaří                                      | listopad 2023 | ano     |                                                                                                |
| 62  | Garfield dostává do tlamy                               | duben 2024    | ano     |                                                                                                |
| 63  | Garfield: sportem ke žraní                              | červenec 2024 | ano     |                                                                                                |